# Jan Janbroers
Johannes Matthijs Janbroers (Amsterdam, 19 januari 1928 – Lommel, 16 februari 2006) was een Nederlands basketbaltrainer. Janbroers wordt gezien als een van de grondleggers van het Nederlandse basketbal. 
Hij richtte, vlak na de Tweede Wereldoorlog, vanuit de Amsterdamse voetbalclub Blauw Wit de Amsterdamse Blue Stars op.
Van 1960 tot 1968 was hij bondscoach van het Nederlandse basketbalteam. Toen hij besloot als bondscoach te stoppen, gaf hij nog wel het advies om de lokale competities te vervangen door een landelijke eredivisie, wat toen ook gebeurd is. 
Daarna was hij trainer van Levi's Flamingo's uit Haarlem, waarmee hij van 1971-1973 drie maal op rij de landstitel behaalde. In 1962 gaf Janbroers een boek uit, Modern Basketball, dat wordt gezien als de bijbel voor basketbaltrainers. In 1980 richtte hij het bedrijf MediServ, dat klinisch onderzoek doet naar nieuwe geneesmiddelen. Van 1981 tot 1983 was hij coach van het Belgische Antwerpse BBC, de voorloper van het huidige Antwerp Giants.
In november 2004 werd bij Janbroers een sarcoom ontdekt. Ruim een jaar later overleed hij.